# Raffaele Guariglia
Raffaele Guariglia, barone di Vituso (Napoli, 19 febbraio 1889 – Roma, 25 aprile 1970), è stato un nobile, diplomatico e politico italiano.

## Biografia

### La carriera diplomatica
Nacque a Napoli il 19 febbraio 1889 da nobile famiglia (era barone di Vituso), ed entrò nella carriera diplomatica nel 1909. Nel 1910 fu destinato a Parigi e nel 1913 a Londra; dopo una breve permanenza a Pietroburgo, venne nuovamente trasferito a Parigi dove rimase per altri quattro anni. Infine, dopo un breve periodo a Bruxelles, proseguì la sua carriera a Roma, al Ministero. In tali anni fece parte di numerose delegazioni fra cui quella alla Conferenza di Losanna per la pace con la Turchia (1922) e alla Conferenza del Cairo (1925). Nel 1926 divenne membro della delegazione italiana alla Commissione internazionale per la esplorazione del Mediterraneo. Nel dicembre 1926 fu incaricato delle funzioni di Direttore generale per gli affari politici, commerciali e privati di Europa e Levante. Nell'aprile del 1927 fu mandato in missione al seguito del Duca degli Abruzzi, presso la corte etiopica.

#### Ambasciatore a Madrid (1932-35)
Per tre anni fu Ambasciatore d´Italia a Madrid. Qui fu inviato da Mussolini con l'incarico di riallacciare i rapporti con la Governo repubblicano spagnolo al fine di scongiurare un troppo netto avvicinamento alla Francia . Poi fu destinato a Buenos Aires e due anni dopo ancora a Parigi, dove rappresentò l'Italia nel delicato periodo che precedette lo scoppio della seconda guerra mondiale. Guariglia fu anche Ambasciatore presso la Santa Sede dal febbraio 1942 al febbraio 1943, quando venne sostituito da Galeazzo Ciano e successivamente fu nominato Ambasciatore presso la Repubblica Turca.

### La nomina a Ministro degli Esteri del Regno d'Italia
Il 25 luglio 1943, Raffaele Guariglia venne a sapere della notizia della destituzione di Mussolini nell'ambasciata d'Italia in Turchia e, successivamente, di essere stato nominato Ministro degli Esteri nel Governo Badoglio I; di quel governo non faceva parte nessun politico, essendo composto da sei generali, due prefetti, sei funzionari e due consiglieri di stato. Nell'ottica di intavolare una rapida trattativa di pace con le forze alleate, non fu oggettivamente appropriata la scelta del nuovo ministro che, al momento, si trovava ad Ankara e non sarebbe potuto essere a Roma prima di alcuni giorni. Guariglia, infatti, rientrò il 30 luglio 1943, il giorno stesso in cui la Germania dava inizio alla Operazione Alarico, cioè la dislocazione in Italia, nello spazio di tre settimane, di ben diciassette divisioni tedesche.
Dopo un infruttuoso contatto con gli ambasciatori anglo-americani presso la Santa Sede, il nuovo Ministro degli Esteri fece effettuare un primo timido tentativo di trattative da parte di Blasco Lanza D'Ajeta, consigliere di legazione italiano a Lisbona, che, il 4 agosto 1943, avvicinò l'ambasciatore britannico in Portogallo. In tale incontro il nostro diplomatico, sulla base delle istruzioni avute a Roma due giorni prima da Guariglia, rappresentava agli alleati le difficoltà italiane a sganciarsi dall'alleanza con la Germania, comunicando che il giorno dopo (5 agosto) il nostro Ministro degli Esteri si sarebbe incontrato con il suo collega tedesco a Tarvisio e avrebbe effettuato un tentativo in tal senso. Il giorno dopo, tuttavia, il Ministro Guariglia non riuscì nel suo tentativo di sganciamento dai tedeschi; anzi, in tale sede, si fece estorcere dal collega tedesco Joachim von Ribbentrop la “parola d'onore” che il governo italiano non avrebbe, direttamente o indirettamente, trattato con gli anglo-americani.
Successivamente, il governo inviò a Lisbona il generale Giuseppe Castellano, per contattare gli anglo-americani, esporre la difficoltà della situazione militare italiana, e ascoltare le intenzioni degli alleati ai fini di eventuali trattative di pace separata.
Il 27 agosto 1943, Guariglia, insieme al Maresciallo Badoglio, ricevette il generale Castellano, tornato dalla missione e ascoltò le clausole imposte dagli anglo-americani: costoro avevano chiesto la resa senza condizioni, da attuarsi mediante la sottoscrizione di un accordo (cosiddetto “armistizio corto”) in dodici articoli; in caso di adesione del governo italiano, le parti avrebbero sottoscritto l'accordo in una località della Sicilia da definire. Un'intesa più dettagliata (cosiddetto “armistizio lungo”) era rimandata a dopo l'accettazione della resa incondizionata e la cessazione delle ostilità. Una prima risposta dell'Italia fu definita il 30 agosto, quando lo stesso Badoglio dette istruzioni al generale Castellano di tornare in Sicilia per esporre le tesi contenute in un memorandum redatto da Guariglia; secondo tale atto l'Italia non avrebbe potuto chiedere l'armistizio prima di ulteriori sbarchi alleati che mutassero le situazioni di forza a sfavore dei tedeschi. Di fronte alla risposta negativa dei plenipotenziari anglo-americani, il 1º settembre avvenne la decisiva riunione al vertice, cui parteciparono il capo del Governo, il Ministro degli Esteri Guariglia, il Capo di Stato Maggiore Ambrosio, il generale Castellano, il generale Roatta, il generale Carboni e il Ministro della Real Casa Pietro d'Acquarone. L'armistizio “corto” fu formalmente accettato e, il giorno 3 settembre 1943, su delega del Re, Giuseppe Castellano pose la sua firma alla conclusione della guerra tra l'Italia e le potenze alleate.
All'alba del 9 settembre 1943, il sovrano, il Maresciallo Badoglio e i massimi vertici militari, abbandonarono Roma, alla volta di Pescara, per poi raggiungere Brindisi.
Guariglia insieme ad altri ministri (Umberto Ricci, Leopoldo Piccardi, Antonio Sorice e Raffaele De Courten) rimase a Roma anche dopo la resa della Capitale ai tedeschi. Il governo, anzi, pur in assenza di Badoglio, continuò a riunirsi, diretto ad interim dal Ministro Ricci, sino al 13 settembre 1943. Durante l'occupazione tedesca, Guariglia trovò rifugio presso l'ambasciata di Spagna.
Successivamente, a Brindisi, il Re nominò alcuni Sottosegretari facenti funzione di Ministri, in sostituzione di quelli rimasti nella Capitale. Nel febbraio 1944, quando il governo si stabilì a Salerno (divenuta Capitale d'Italia di fatto), e ricevette dagli alleati il controllo di tutta l'Italia meridionale, Badoglio provvedette alla sostituzione dei ministri assenti. Guariglia, dunque, cessò ufficialmente dalla carica solo l'11 febbraio 1944. Dopo la liberazione di Parigi (agosto 1944) andò a ricoprire l'incarico di Ambasciatore d'Italia in Francia.

### Il dopoguerra
Nel 1946, con l'avvento della Repubblica, Guariglia, fedele all'istituzione monarchica, fu collocato a riposo dietro sua specifica richiesta. Nel settembre dello stesso anno fu però nominato Presidente della Commissione per il riordino e la pubblicazione dei documenti diplomatici italiani. Fu proclamato Senatore del Partito Nazionale Monarchico l'8 aprile 1954, per il collegio di Salerno, in sostituzione di Achille Lauro, la cui elezione era stata annullata. Mantenne tale carica sino al 1958. Successivamente è stato presidente nazionale dell'Unione Monarchica Italiana e fu tra i primi ad essere cooptato nella Consulta dei Senatori del Regno, un organo consultivo dell'ex Re d'Italia Umberto II, costituito durante l'esilio di quest'ultimo. È scomparso a Roma il 25 aprile 1970.

## Opere
- La concorrenza del lavoro straniero nei paesi d'Europa, Roma, Tipografia dell'Unione Cooperativa Editrice, 1909.
- Un mancato trattato di commercio tra le Due Sicilie e la Francia e un parere inedito dell'abate Galiani, Roma, Athenaeum, 1914.
- Giovanni da Procida, Salerno, Ente provinciale per il turismo, 1941.
- Salernitana, Salerno, Linotyp. L.Di Giacomo, 1946.
- Ricordi:1922-1946, Napoli, Edizioni Scientifiche Italiane, 1950.

- Ruggero Moscati (a cura di), Primi passi in diplomazia e rapporti dall'Ambasciata di Madrid, 1932-1936, Napoli, Edizioni Scientifiche Italiane, 1972.
- Ruggero Moscati (a cura di), Scritti storico-eruditi e documenti diplomatici, 1936-1940, Napoli, Edizioni Scientifiche Italiane, 1981.

## Onorificenze

### Onorificenze italiane
Cavaliere di Gran Croce di Giustizia del Sacro Militare Ordine Costantiniano di San Giorgio Ordine Dinastico della Real Casa di Borbone delle Due Sicilie